# Осада Рыльска
Осада Рыльска — неудачная осада Рыльска воеводами Бориса Годунова в феврале 1605 года. 

## Предшествующие события
Именно в Рыльск бежал Лжедмитрий I после разгрома его войска в битве при Добрыничах. Царское войско не сумело оперативно организовать преследование и сосредоточилось на казнях пленных, делая ставку на устрашение сторонников Лжедмитрия. За день до того, как царские отряды во главе с Фёдором Мстиславским и Василием Шуйским подошли к Рыльску, самозванец бежал в Путивль.

## Ход осады
Обороной города руководил присягнувший Лжедмитрию I воевода Григорий Долгоруков, будущий герой Троицкой осады. Царские воеводы отказались от преследования Лжедмитрия I и приступили к осаде Рыльской крепости, велев рыть шанцы и строить укрепления. Укрепившись, царское войско начало обстреливать город. Осаждённые, которые, как писал Жак Маржерет, сохраняли веру в истинность самозванца, упорно оборонялись. К осаждённым сумел пророваться посланный Лжедмитрием отряд из 2000 русских и 600 поляков. Осада Рыльска продолжалась две недели. Так и не взяв город, Мстиславский и Шуйский отступили. После этого защитники крепости совершили вылазку и нанесли царским отрядам ощутимый урон.

## Причины отхода и последующие события
Отход войска от Рыльска вызвал недовольство Бориса Годунова, который упрекал своих воевод в нерадивости. Причиной их отступления стали, вероятно, тяжёлые условия зимней кампании и трудности со снабжением войска, а также риск быть отрезанными от лояльных царю районов, так как в их тылу оставались волости и города, охваченные восстанием. Немаловажную роль сыграли, предположительно, и ложные слухи о том, что на помощь самозванцу идёт коронное войско во главе с гетманом Станиславом Жолкевским. Отойдя от Рыльска на север, царские войска разорили непокорную Комарицкую волость, пополнив свои запасы, а затем приступили к осаде Кром.